# Plecotus kolombatovici
Plecotus kolombatovici là một loài động vật có vú trong họ Dơi muỗi, bộ Dơi. Loài này được Dulic mô tả năm 1980.